# Dune (film din 1984)
Dune este un film științifico-fantastic din 1984 scris și regizat de David Lynch, bazat pe romanul cu același nume al lui Frank Herbert din 1965. În film apare Kyle MacLachlan în rolul lui Paul Atreides. În alte roluri: Francesca Annis, Everett McGill, Sting, Max von Sydow, Jose Ferrer, Siân Phillips, Virginia Madsen, Alicia Witt, Patrick Stewart și Sean Young. A fost filmat la Studiourile Churubusco din Mexico City, iar coloana sonoră este realizată de trupa Toto. Filmul prezintă povestea unui tânăr prezis ca fiind Kwisatz Haderach, cel care va elibera planeta deșertică de malefica Casa Harkonnen cu ajutorul nativilor Fremeni.
După succesul romanului, începând cu 1971, au fost mai multe încercări de adaptare pentru marele ecran. Pe parcursul anilor 1970 au încercat să producă un film bazat pe acest roman Arthur P. Jacobs, Alejandro Jodorowsky, Ridley Scott și alții. În 1981, David Lynch a fost desemnat ca director executiv de către producătorul de film Dino De Laurentiis.
Filmul nu a fost bine primit de critică și a fost slab cotat la box office-ul american. Cu toate acestea, filmul are un număr semnificativ de fani care-l consideră o adaptare de excepție.

## Povestea
În viitorul îndepărtat, universul cunoscut este guvernat de împăratul padișah Shaddam Corrino al IV-lea; substanța cea mai prețioasă din întinsul său imperiu galactic feudal este mirodenia melanj, care prelungește viața, mărește conștiința și este vitală pentru călătoria în spațiu. Ghilda Spațială și Navigatorii folosesc mirodenia melanj pentru a călători instantaneu prin spațiu în condiții de siguranță în orice parte a universului.
Simțind o potențială amenințare asupra productiei de mirodenie, Ghilda Spațială trimite un emisar pentru a cere o explicație din partea împăratului, care a și-dezvăluit confidențial planurile de a distruge Casa Atreides. Popularitatea Ducelui Leto Atreides este în creștere, el este suspectat că fi strâns o armată secretă folosind arme sonice numit Weirding Module, devenind astfel o amenințare la adresa împăratului. Planul lui Shaddam este de a oferi controlul Casei Atreides planeta Arrakis, singura sursă de mirodenie, pentru a cădea acolo în cursa întinsă de către vechii lor dușmani, Harkonnenii. Navigatorul (un mutant) îi ordonă Împăratului să-l ucidă pe fiul ducelui, Paul Atreides, un tânăr cu viziuni profetice. Ordinul atrage atenția confreriei Bene Gesserit, deoarece Pavel face parte din programul lor genetic de secole de producere a supraomului Kwisatz Haderach. Paul este testat de Cucernică Maică Bene Gesserit Gaius Helen Mohiam.

## Distribuție
În ordinea prezentării:
- Francesca Annis este Lady Jessica

Kyle MacLachlan este Paul Atreides

Sting este Feyd-Rautha.

- Leonardo Cimino este medicul Baronului
- Brad Dourif este Piter De Vries
- José Ferrer este Împărat Padișah Shaddam IV
- Linda Hunt este Shadout Mapes
- Freddie Jones este Thufir Hawat
- Richard Jordan este Duncan Idaho
- Kyle MacLachlan este Paul Atreides
- Virginia Madsen este Prințesa Irulan
- Silvana Mangano este Reverend Mother Ramallo
- Everett McGill este Stilgar
- Kenneth McMillan este Baron Vladimir Harkonnen
- Jack Nance este Căpitan Iakin Nefud
- Siân Phillips este Reverend Mother Gaius Helen Mohiam
- Angélica Aragón este Sora Bene Gesserit
- Jürgen Prochnow este Duke Leto Atreides
- Paul L. Smith este The Beast Rabban (prezentat ca Paul Smith)
- Patrick Stewart este Gurney Halleck
- Sting este Feyd-Rautha
- Dean Stockwell este Dr. Wellington Yueh
- Max von Sydow este Dr. Kynes
- Alicia Witt este Alia (prezentat ca Alicia Roanne Witt)
- Sean Young este Chani
- Honorato Magaloni este Otheym (prezentat ca Honorato Magalone)
- Judd Omen este Jamis
- Molly Wryn este Harah, soția lui Jamis